# Dennis Widehammar

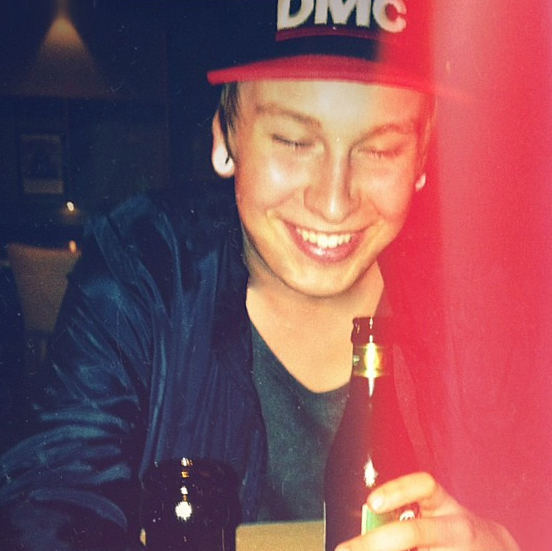
Dennis Widehammar 2013.

Dennis Widehammar, född 21 februari 1995 i Örebro, är en svensk programledare, Youtube-profil och krönikör. År 2012 började han lägga upp videor på Youtube-kanalen "Dewide klagar" vilket senare ledde till programledarjobbet.
I slutet av 2013 började hans karriär utanför Youtube. Då hade hans krönikor i radioprogrammet Hångla i P3 börjat sändas live. I början av 2014 hade "Tänk till med Dewide" premiär och blev en sådan succé att säsong två började spelas in direkt.
Efter TV-programmet arbetade Widehammar som grafisk formgivare under namnet artbydw.se med bland andra Refune och Donnie Castle. Widehammar har tillsammans med Navid Modiri startat Facebook-gruppen What Do You Need Help With Today Buddy.
Widehammar arbetar som marknadsassistent i Örebro.

## Tänk till med Dewide
Widehammar spelade in TV-programmet Tänk till med Dewide tillsammans med La Vida Locash under sommaren 2013. Programmet hade premiär 15 januari 2014 och gick att se på SVT1 och UR play och går att se på Youtube.
Säsong 2 av Tänk till med Dewide hade premiär den 9 april 2014.
I programmet har Widehammar alltid en åsikt om ett ämne. Därefter får han träffa personer som har andra åsikter så att han i slutet kan bestämma sig för vad han tycker känns rätt. Tänk till med Dewide bjuder på sketcher, karaktärer som tjej-Dennis, snabba monologer och humor.

## Youtube
Dennis Widehammar är mest känd från sin Youtube-kanal "Dewide Klagar" som startade 2012. Under sommaren 2013 bytte han namn på sin Youtube-kanal till Dennis Widehammar.